# Stefan Mörth
Stefan Mörth (Aliases: Circus Moerth, KU BO, Rich, Sly & Mo, Stereotyp, Subsystem Crew) ist ein österreichischer Musiker aus Wien.

## Leben
Im Jahr 2007 war er für den FM4 Award, der im Rahmen des Amadeus Austrian Music Award verliehen wird, nominiert.

## Diskografie
- 2006: Keepin Me (G-Stone Recordings)
- 2002: My Sound (G-Stone Recordings)